# Amt Schönberg (Odenwald)
Das Amt Schönberg war ein Amt der Grafschaft Erbach, der Landgrafschaft Hessen-Darmstadt und von 1806 bis 1822 des Großherzogtums Hessen in dessen Provinz Starkenburg. 1822 ging das Amt Schönberg in dem 1821 neu geschaffenen Landratsbezirk Lindenfels auf. Verwaltungssitz war die Burg bzw. das spätere Schloss Schönberg im Odenwald.

## Geschichte
Eine erste urkundliche Erwähnung der Burg Schönberg erfolgte 1303 unter dem Namen castrum Schonenberg, in einem Schiedsspruch zwischen den Herren von Breuberg und den Schenken von Erbach wegen der Schlösser zu Erbach und Schönberg. Die Region um die Burg Schönberg war Bestandteil der „Mark Heppenheim“, die Karl der Große zusammen mit Heppenheim am 20. Januar 773 dem Reichskloster Lorsch schenkte.
Als nach dem Niedergang des Klosters, 1232 Kaiser Friedrich II. die Reichsabtei Lorsch dem Erzbistum Mainz und seinem Bischof Siegfried III. von Eppstein zur Reform überstellte, befand sich das Gebiet des späteren Amtes Schönberg im Besitz der Pfalzgrafen.
Im Jahr 1339 war die Burg dann wohl im Besitz der Schenken von Erbach, denn aus diesem Jahr stammt eine Urkunde, in der der Schenk Konrad von Erbach seine Ehefrau Kunigunde, geb. von Brugge, mit Willen seines Lehensherren Pfalzgraf Rudolf, mit einem Viertel der Burg Schönberg, zu der Gefälle in Schönberg, Elmshausen, Wilmshause, Gronau, Zell und Reilenbach gehören, bewittumt.
Im Jahr 1398 belehnte Pfalzgraf Ruprecht Schenk Eberhard von Erbach mit der halben Feste Schönberg und mit seinem Teil der zugehörigen Dörfer und 1438 überlässt Pfalzgraf Ludwig IV. dem Schenk Otto von Erbach dasselbe Lehen. 1443 wird dieses Lehen durch Ludwig IV. an die Schenken Konrad, Phillip und Otto von Erbach erneuert.
Im Zuge des Landshuter Erbfolgekriegs wurden im Jahr 1504 die Burg und das ganze Tal durch die Truppen des Landgrafen Wilhelm verwüstet. Dieser führte als Vollzieher der gegen die Kurpfalz verhängten Reichsacht ein Feldzug gegen die Kurpfalz und seine Verbündete, zu denen auch die Grafen von Erbach zählten. Nach dem 1504 geschlossenen Waffenstillstand beklagten die Schenken zu Erbach gegen den hessischen Landgrafen Wilhelm zur Herausgabe des Schlosses. Diese Klage wurde 1507 durch Kaiser Maximilian an das Reichskammergericht verwiesen. Der Streit endete 1510 mit einem Vergleich, nach dem die Burg an die Schenken von Erbach zurückgegeben wurde, allerdings unter dem Vorbehalt ewiger Öffnung für Hessen. Dabei erhielten Schenk Eberhard drei Viertel und Schenk Valentin ein Viertel der Burg als hessisches Mannlehen. 1530 gehörten zur Amt und Schloss Schönberg die Dörfer Schönberg, Elmshausen, Wilmshausen, Mitlechtern und Scheuerberg. Die „Hohe Gerichtsbarkeit“ über die Orte wurde von alters her durch die Zent Heppenheim ausgeübt, dessen oberster Richter der 1267 erstmals erwähnte Burggraf auf der Starkenburg (über Heppenheim) war.
1532 belehnte Pfalzgraf Ludwig V. den Schenk Eberhard von Erbach mit dem Schloss und gleichem Zubehör wie 1530.
Im selben Jahr wurden die Schenken von Erbach in den Reichsgrafenstand erhoben und unterstanden damit unmittelbar dem Kaiser des Heiligen Römischen Reichs (Deutscher Nation). Im 16. Jahrhundert hielt die Reformation auch im Odenwald Einzug. Bis 1544 hatten die Grafen von Erbach für ihre Grafschaft das lutherische Glaubensbekenntnis eingeführt, dem die Untertanen folgen mussten.
Im Jahr 1536 ist ein Streit zwischen den Grafen Eberhard von Erbach und dem Landgrafen Philipp von Hessen wegen des halben Amtes Schönberg beurkundet. Dann 1546 ein Vergleich und Schiedsspruch zwischen dem Pfalzgrafen Friedrich und den Grafen Eberhard, Valentin und Georg von Erbach wegen des Amtes Schönberg. 1558 konnten sich die Erbacher Grafen ein weiteres Recht sichern, als ihnen die bisher strittige Jagd im Amt Schönberg von der Kurpfalz zuerkannt wurde. Da es im Grenzgebiet zwischen der Kurpfalz und der Grafschaft Erbach mehrere Vorfälle durch die unübersichtliche Gebietszugehörigkeit gab, einigten sich am 4. Juni 1561 der Pfälzer Kurfürst Friedrich III. mit den Brüdern Georg, Eberhard und Valentin, Grafen von Erbach, über einen Gebietstausch. Dadurch kamen die zu Pfälzer Thalzent gehörigen Dörfer Lautern, Gadernheim und Reidelbach, sowie der Anteil an Reichenbach an die Grafschaft Erbach und die erbachischen Dörfer Mittershausen, Mitlechtern, Scheuerberg, Schannenbach, Knoden, Breitenwiesen sowie Oberlautern an die Pfalz. Im Jahre 1588 belieh Graf Georg von Erbach die beiden Lehnesdörfer Zell und Reichenbach mit 3000 fl. nach dem Willen des Pfalzgrafen Johann Casimir. Damit sollte die durch George Johann I. von Pfalz-Valdez gegründete Stadt Pfalzburg wieder eingelöst werden, die dieser für 400.000 fl. an Herzog Karl III. von Lothringen verpfändet hatte. Diese Summe kam aber nie zusammen, sodass die Stadt nach Ablauf der Rückkaufsfrist zum 1. Oktober 1590 an das Herzogtum Lothringen fiel.
1607 wurde ein Vertrag zwischen den Grafen von Erbach und der Kurpfalz, wegen des durch das Amt Schönberg an das mainzische Amt Starkenburg abzuführenden Zehnten, geschlossen. 1711 ist das Amt Schönberg mit einer Schuld von 45.000 fl. an eine Frankfurter Handelshaus belastet.
Nach den Verwüstungen im Landshuter Erbfolgekrieg konnte sich das Amt bis zum Dreißigjährigen Krieg, der 1618 begann, erholen. Besonders in den letzten Friedensjahren war eine rege Bautätigkeit in Schloss und den Dörfern zu verzeichnen.
Spätestens 1622 hatte aber auch das Amt Schönberg unter dem Krieg zu leiden, als von ligistische Truppen das Amt mehrfach überfallen und ausplündert wurde. Mitte der 1630er Jahre folgte mit dem Schwedisch-Französischen Krieg das blutigste Kapitel des Dreißigjährigen Krieges. Aus der Region berichteten die Chronisten aus jener Zeit: „Pest und Hunger wüten im Land und dezimieren die Bevölkerung, sodass die Dörfer öfters völlig leer stehen“.
Als im Jahre 1648 Friede geschlossen wurde, war die Bevölkerung in der Region auf ein Viertel geschrumpft, etliche Dörfer waren über Jahre menschenleer. Nach kurzer Friedenszeit folgten die französischen Reunionskriege, die für die Region neue Heimsuchungen brachten. Im Herbst 1696 wurde im Pfälzischen Erbfolgekrieg das Schloss Schönberg überfallen. Erst mit dem Frieden von Rijswijk, 1697, zogen sich die Franzosen hinter den Rhein zurück.
Im Jahr 1717 kam es zur Teilung des Erbacher Grafenhauses und Schloss Schönberg wurde Sitz der jüngeren Linie Erbach-Schönberg unter Graf Georg August von Erbach-Schönberg. Dieser erhielt die Ämter Schönberg und König und der Hälfte der Herrschaft Breuberg.
Eine weitere Lehensurkunde ist aus dem Jahr 1722 erhalten, in der Pfalzgraf Carl Philipp III. dem Grafen von Erbach das Schloss Schönberg und die Zugehörigen Dörfer als Lehen überlässt.
Das ausgehende 18. und beginnende 19. Jahrhundert brachte Europa weitreichende Änderungen. Infolge der Napoleonischen Kriege wurde das Heilige Römische Reich (Deutscher Nation) durch den Reichsdeputationshauptschluss von 1803 neu geordnet. Dieses letzte Gesetzeswerk des alten Reiches setzte Bestimmungen des Friedens von Luneville um und leitete das Ende des alten Reiches ein.
Unter Druck Napoléons gründete sich 1806 der Rheinbund, dies geschah mit dem gleichzeitigen Reichsaustritt der Mitgliedsterritorien.
Dies führte am 6. August 1806 zur Niederlegung der Reichskrone, womit das alte Reich aufhörte zu bestehen.
Am 14. August 1806 erhob Napoleon die Landgrafschaft Hessen-Darmstadt, gegen den Beitritt zum Rheinbund und Stellung hoher Militärkontingente an Frankreich, zum Großherzogtum, andernfalls drohte er mit Invasion.
Durch die Rheinbundakte wurde die Grafschaft Erbach mediatisiert und zum größten Teil in das neu gegründete Großherzogtum Hessen eingegliedert, dazu gehörte auch das „Amt Schönberg“. Das Amt blieb vorerst als standesherrschaftliches Amt erhalten.
Bereits am 9. Dezember 1803 wurde durch eine Ausführungsverordnung das Gerichtswesen in der Landgrafschaft Hessen-Darmstadt neu organisiert.
Für das Fürstentum Starkenburg wurde das „Hofgericht Darmstadt“ als Gericht der zweiten Instanz eingerichtet. Die Rechtsprechung der ersten Instanz wurde durch die Ämter bzw. Standesherren vorgenommen. Das Hofgericht war für normale bürgerliche Streitsachen Gericht der zweiten Instanz, für standesherrliche Familienrechtssachen und Kriminalfälle die erste Instanz. Übergeordnet war das Oberappellationsgericht Darmstadt.
Damit hatten die Zente und die mit ihnen verbundenen Zentgerichte endgültig ihre Funktion eingebüßt. Die Bestimmungen galten auch im 1806 gegründeten Großherzogtum Hessen.
Nach der endgültigen Niederlage Napoléons regelte der Wiener Kongress 1814/15 auch die territorialen Verhältnisse für Hessen und die Zugehörigkeit der Grafschaft Erbach zum „Fürstentum Starkenburg“ des Großherzogtums Hessen bestätigt. Daraufhin wurden 1816 im Großherzogtum Provinzen gebildet und dabei das vorher als „Fürstentum Starkenburg“ bezeichnete Gebiet in „Provinz Starkenburg“ umbenannt.
In dem Edikt vom 17. Februar 1820 wurden die Rechte der mediatisierten Standesherren auf dem Gebiet des Großherzogtums Hessen geregelt. Dieses behielt auch nach dem Inkrafttreten der Verfassung am 7. Dezember des gleichen Jahres seine Gültigkeit. Erst mit dem „Gesetz über die Verhältnisse der Standesherren und adeligen Gerichtsherren“ vom 15. April 1848, das infolge Märzrevolution 1848 erlassen wurde und am 9. August 1848 in Kraft trat, wurden das Edikt endgültig aufgehoben.
Nach dem Edikt von 1820 blieb die Niedere Gerichtsbarkeit in der Kompetenz der Standesherren und wurde in deren Bezirken in erster und zweiter Instanz durch ihre eigenen Beamten ausgeübt. Weiterhin verblieben den Standesherren:
- Alle ihre Besitzungen, auch wenn sie vor der Medialisation diese nur für die Dauer ihres männlichen Geschlechts von Kaiser und Reich als Lehen besaßen.
- alle bisher bezogenen Zehnten, Grundzinsen und Gülten
- alle aus der Hörigkeit fließenden Einkünfte
- alle bisherigen Gefälle von Bergwerken, Forsten, Jagten und Fischereien
- die Taxen und Gebühren, welche die standesherrlichen Diener bisher bezogen
- die Weg- und Brückengelder von öffentlichen Wegen für deren Instandhaltung
- die herrschaftlichen Frohnden und bestfälligen Loskaufgelder
- die Zollbefreiung von allen Hausbedürfnissen
- die Befreiung von den Weg- und Chausseegeldern in ihren Standesherrschaften.

Nachdem das Großherzogtum 1820 eine neue Verfassung erhalten hatte, wurde durch die Verwaltungsreform in den Jahren von 1821/22 zum ersten Mal eine Trennung von Rechtsprechung und Verwaltung vorgenommen. Die standesherrlichen Rechte der Gerichtsbarkeit und Verwaltung blieben aber zum Teil noch bis 1848 erhalten.
Für die Verwaltungsaufgaben wurden Landratsbezirke gebildet und die Orte des „Amtes Schönberg“ wurden 1822 dem neu geschaffenen Landratsbezirk Lindenfels zugeteilt. Für die Gerichtsbarkeit in der ersten Instanz wurden Landgerichte installiert. Fürth wurde Sitz des neu geschaffenen Landgerichts Fürth dessen Amtsbereich deckungsgleich mit dem des Landratsbezirks Lindenfels war. Die Polizeigerechtsame des ehemaligen Amts Schönau enthielten die Bürgermeistereien Elmshausen mit Wilmshausen, Gadernheim mit Lautern und Raidelbach, Gronau, Reichenbach mit Hohenstein (heute ein Forsthaus in der Gemarkung Reichenbach), Rimbach Litzelrimbach (heute eine Siedlung in der Gemarkung Rimbach) und Mönsbach (heute als Münschbach ein Weiler in der Gemarkung von Rimbach), Schönberg, Zell und Zotzenbach mit Mengelbach (gehört heute als Unter-Mengelbach zur Gemarkung von Zotzenbach). Sie werden im Namen der Standesherrschaft des Grafen von Erbach-Schönberg vom Landrath verwaltet.
In den standesherrlichen Gebieten der Provinz Starkenburg bestanden weiterhin die Justizkanzlei in Michelstadt für Gerichtsfälle zweiter Instanz, die dem Hofgericht nachgeordnet war.
Mit Wirkung zum 1. August 1826 wurden entsprechend der Bekanntmachung, die Verwaltung der landräthlichen Geschäfte und der Justiz erster Instanz in dem vormaligen Amte Schönberg betr. vom 7. Juli 1826 alle Funktionen des aufgelösten Amtes Schönberg dem Landratsbezirk Lindenfels bzw. dem Landgericht Fürth übertragen.

## Umfang des Amtes
Als das „Amt Schönberg“ 1806 an das Großherzogtum Hessen-Darmstadt kam, hatte es folgenden Umfang:: Schönberg, Reichenbach, Railbach (ehemaliger Weiler südlich Breitenwiesen), Elmshausen, Gadernheim, Gronau, Hohenstein, Lautern, Rimbach mit Lützelrimbach, Minsbach (heute als Münschbach ein Weiler in der Gemarkung von Rimbach), Unter-Möngelbach, Unter- und Ober-Raidelbach (heute Raidelbach), Wilmshausen, Zell, Zotzenbach.
Konrad Dahl berichtet 1812 in seiner Historisch-topographisch-statistische Beschreibung des Fürstenthums Lorsch, oder Kirchengeschichte des Oberrheingaues über das Amt Schönberg:

„Wir kommen nun auf die Gräflich Erbachischen zur Cent Heppenheim gehörigen Orte oder das Amt Schönberg. Dieses Amt erstreckt sich gleich einem Arme aus dem Odenwald bis nahe an die Bergstraße, und ist ein ziemlich fruchtbarer, und auch mit guten Weinen gesegneter Distrikt. Er ist einer Gräflichen Linie der Schenken von Erbach eigen, die sich davon Erbach-Schönberg benennt, und die vogteilich Jurisdiktion darin besitzt. Man hat zu bemerken:

  1) Da Gräflich Residenzschloß Schönberg (Mons speciosus) eine halb Stunde von Bensheim auf einem Berge gelegen, woselbst man eine vortreffliche Aussicht hat. Über das Alter dieses Schlosses läßt sich mit Gewißheit nichts bestimmen, wahrscheinlich ist es erst in mittleren Zeiten erbauet worden, und war zu den Zeiten des Faustrechtes und nachher ein fester Platz in den Odenwald. Dieses Schloß war sammt seinem Zugehör anfangs Lorscher, und nachher Pfälzisches Lehen, und kam als solch letzteres an das Haus Erbach. Die Schenken von Erbach haben es anfangs als ein Ganerbenhaus besessen, und war desfalls ein besonderer Burgqfrieden errichtet, wovon Schneider eine Urkunde (No. LIII.) liefert. In der Folge wurde solches das Residenzschloß der Grafen von Erbach-Schönberg, die solches auch bis itzt in schönem Stande erhalten haben. In dasiger Schloßkapelle war vormals ein Altarbeneficium gestiftet. Der bei dem Schlosse befindlich Garten ist überaus angenehm und sehenswürdig.

  2) Das Dorf Schönberg liegt wie ein halber Mond um den Berg herum, worauf das Schloß steht, und an der Ziegelbach. Es ist nach Bensheim eingepfarrt, die Einwohner gehen aber, weil sie meist lutherisch sind, nach Gronau zur Kirche. Wohngebäude zählt der Ort 54 und darin 402 Einwohner. Unten am Ende des Ortes ist ein Muhle. Auf der entgegengesetzten Seite des Schlosses Schönberg ist der Petersberg.

  3) Wilhelmshausen, auch Willmshausen und Willmannshausen genennt, ist ein Dörfchen an der Lauter- oder Ziegelbach gleich, oberhalb Schönberg gelegen mit 11 Häuser und 78 Bewohnern.

  4) Ellmannshausen oder Eimshausen liegt wieder etwas weiter und oberhalb dem vorigen Dorfe,1 Stunde von Bensheim, ebenfalls an der Ziegelbach ist aber ziemlich größer, und hat in 32 Häusern 274 Bewohner. Bei diesem Orte sind Bleigruben, wovon der dritte Theil dem Hause Erbach als Lehen von Kurpfalz verliehen worden. Beide Orte pfarren nach Bensheim.

  5) Reichenbach, ein Pfarrdorf eine Stunde oberhalb Schönberg und an der Lauterbach gelegen. Es ist sehr alt und kommt schon unter diesem Namen in der Lorscher Wildbannsbeschreibung von 1012 vor. Wahrscheinlich ist es auch das Reonga das in der Heppenheim Grenzbeschreibung 796 vorkömmt. Im Jahr 1514 war dieser Ort noch Pfälzisches unmittelbares Eigenthum, und hatte derselbe ein Pfälzisches Schöpfengericht, wie auch noch zwei andere Gerichte der Schenken zu Erbach und der Herrn von Ulner, die beide Güther und Leibeigene darin hatten. Zu dem Pfälzischen Gerichte gehörten auch die ausgegangenen Dörfchen Oreuelbach und Hahnredt. Im Jahr 1561 wurde besagtes Reichenbach, so wie Lautern, Gadern und Railbach von Kurpfalz tauschweis an Erbach abgetretten; dagegen hat letzteres seine Dörfer Mitlechtern, Knoden, Breitenwisen, Schannebach, Scheuerberg und Oberlaudenbach an Kurpfalz überlassen, welch letztere hierauf zum Oberamte Lindenfels, was die vogteiliche Jurisdiktion betrifft, gezogen wurden, die Centgerichtsbarkeit blieb aber noch wie gesagt worden, bis zum Jahr 1714 bei dem Oberamte Heppenheim.

  Den Synodalregistern bei Würdwein Archidoec. Mog. T. I. p.468, zu Folge war Reichenboch in älteren Zeiten ebenfalls ein Filial von Bensheim, denn die dasige Kirche wird 152l noch Gliali Ecclesia genennt. Die Schenken zu Erbach stifteten aber wahrscheinlich daselbst bald hierauf eine Pfarrei, denn schon im Jahr l523 heißt es, daß die Schenken Eberhard und Valentin zur Pfarrkirche in Reichenbach präsentirt hätten.

Reichenbach hat 60 Wohngebäude und 545 Bewohner. Unterhalb des Ortes an der Lauter ist eine Papiermühle, die guten Abgang hat.

  Nicht weit von Reichenbach, aber etwas seitwärts liegt

  6) Hohenstein ein kleines Dörfchen von 8 Häusern mit 47 Bewohnern, liegt eine klein halbe Stunde von Reichenbach.

  7) Lautern, ein kleines Dorf, eine halbe Stunde oberhalb Reichenbach an der Lauterbach (Luitra), kömmt in der Lorscher Wildbannsbeschreibung (1012) unter dem Namen Luddera vor. Es ist, so wie das vorige, ein Filial von Reichenbach, hat 18 Häuser und 22 Seelen.

  8) Gadern oder Gadernheim, ein beträchtliches Dorf (Filial von Reichenbach) von 64 Häusern und 441 Seelen, liegt an dem Ursprünge der Luitra, und kömmt allschon in der Heppenheim Pfarrgränzbeschreibung (805) namentlich vor. Von Bensheim ist dieser Ort zwei Stunden von Reichenbach aber drei Viertelstunden entfernt.

  9) Zell (Cella) ein ziemlich beträchtliches Dorf, eine halbe Stunde von Bensheim und eine Stunde von Heppenheim, und an der Mühlbach oder Meerbach gelegen, ist ein alter Ort, der in Trad. Laur. mehrmalen vorkömmt. Er hatte auch schon frühzeitig eine Kirche, welch ein gewisser Billungus dem Kloster Lorsch, sammt allen dazugehörigen Einkünften schenkte, mit dem Beding, daß der Prior oder sonst ein Geistlicher alle Woche dreimal daselbst den Gottesdienst (Divina) verrichten sollte. (Cod. Laur. No. 38l1). Diese Kirche oder Kapelle war dem h Michael geweihet, wie aus dem Necrologio Laurezham erhellet, das in dem Urkundenbuche VII. Heft zu finden ist. Auch in der Folge wurde diese Fillalkirche (von Bensheim) beibehalten und noch wirklich sieht man einig Rudera derselben, nach welchen alle Jahre von Bensheim aus in Prozession geführt, und zu Behauptung des alten Pfarr- und Kirchenbesitzes ein Predigt gehalten wird. Zell ist ziemlich lang, hat 64 Häuser und 358 Bewohner. An der Meerbach sind drei Mühlen.

  10) Gronau, ein lutherisches Pfarrdorf, eine klein Stunde von Bensheim und eine halbe Stunde von Schönberg, heißt in alten Urkunden Grunowe auch Grunau und Grünau. Es liegt in einem schlönen grünen Thale an der Meerbach, woher auch Schneider seinen Namen leiten will. Eben besagter Schneider macht in der Erbachisch Historie S. 296 aus der alten Filialkirche zu Gronau, die ein gestiftets Beneficium zur h. Anna hatte, eine alte Pfarrkirche und Pfarrei, welches aber sicherlich falsch ist, denn aus dem, daß an zuweilen auch Lokalkapläne Pfarrer (Plebanos) nannte, wie solches in der Urkunde No. LV. bei Schneider; der Fall zu seyn scheint, ist eine bekannte Sache, und läßt sich hieraus noch kein eigentliches Pfarrrecht ableiten. Im alten Pfarrtodtenbuch der Pfarrei Bensheim kömmt im Jahr 1462 Herr Athel Pfarrer in Reichenbach vor, und noch vorher wird er Johannes Athelem Plebanus in Reichenbach genennt, und doch war dieser kein Pfarrer, sondern nur Kaplan zu Reichenbach, wie au Wurdwein 1.c. erhellet, und auch daraus zu fließen scheint, weil er nach Bensheim begraben wurde.

  Gronau hat 60 Wohnhäuser und 337 Bewohner. Unterhalb des Dorfes aber auf der Seite ist eine Mühle zu finden.

  11) Railbach, auch Reitelbach und Raitelbach genennt, ein kleines Dörfchen an den Grenzen des vormaligen Oberamtes Lindenfels und an der Straße, die von Reichelsheim nach Bensheim zieht, von welch letzterer Stadt solches 2 Stunden entfernt liegt, ist eines von jenen Orten, welche von Kurpfalz an Erbach durch Tausch überlassen worden sind. Es enthält in 8 Häusern 63 menschliche Seelen. Man heilt es in Ober- und Nieder-Railbach.

  12) Rimbach ein Pfarrdorf, welches von den übrigen Amtsortschaften ganz abgesondert, und zwischen Fürth und Möelenbach an der Weschmtz liegt, so wie es auch wirklich in der Heppenheim Markbeschreibung (774) unter dem Namen Rintbach vorkömmt. Eben so wird es auch in einer Lorscher Urkunde vom Jahr 877 (No. 4l. Cod. Lauresh) genennt. Es ist also ein sehr alter Ort. Seine Pfarrei aber ist nicht so alt, denn es gehörte noch vor der Reformation als Filial nach Mörlenbach, wie wir aus dem alten Wormser Synodalregister vom Jahr 1466, woselbst es unter dem Namen Rumpach mit Mörlenbach vorkömmt, ersehen. In diesem Orte hatte das Erzstlft Mainz auch noch im 16. Jahrhundert eine Burg und Wohnung (Haus und Burgstadel); welche Gerhard Vetzer als Mainzisches Lehen besaß, im Jahr 1409 aber dem Schenken Conrad von Erbach von Kurmainz zu Lehen gegeben worden, welches auch diesem Graflichen Hause in der Folge geblieben ist.

  Rimbach hat dermalen 9 Häuser und 698 Bewohner. Von Fürth ist es eine starke – von Mörlenbach aber nur eine halb Stunde entfernt.

  13) Zotzenbach ist ebenfalls ein beträchtlicher Ort, und ein Filial von Rimbach, wovon es eine halbe Stunde entfernt ist. Es hatte vor diesem eine besondere Kapelle und einen Kaplan, dem Schenk Heinrich im Jahr 1381 ein Malter Korn jährlich vermacht hat. Dieser Ort hat vor Zeiten und noch im Jahr 1475 ein besonderes Gericht, wie uns die Urkunde bei Schneider No. 39. 5. S. 563 lehrt. Zotzenbach enthält 55 Häuser und 432 Einwohner.

  14) Lützel-Rimbach ist ein Weiler und Filial von Rimbach, von welchem selbiger ein halb Stunde entfernt ist. Es hat nur 3 Häuser mit 22 Seelen.

  15) Monsbach oder Meisenbach auch Münschbach genannt, ist gleichfalls ein Weiler bei Rimbach von 6 Häusern und 84 Seelen.

  16) Mengelbach ist nicht minder ein kleiner Weiler von 5 Häusern und 44 Seelen, drei Viertelstunden von Zotzenbach entlegen.
  Die zum Amt Schönberg noch weiter gehörigen Weiler Ritschweier (Rutschweiler oder Ritschweiler) und Kanzelbach gehören nicht hieher, es wird aber von denselben doch noch anderwärts die Rede seyn.

  Das ganze Amt Schönberg mit Ausnahme dieser beiden kleinen Dörfchen begreift also 1 Schloß und 16 Dörfer und Weiler, worin 626 Wohngebäude und 38l5 Einwohner sich befinden.“

## Amtmänner
Als Amtmänner wurden überliefert:
- 1614 Michael Scharf von Scharfenstein (gestorben 1614)
- 1663 Johann Stefhan Mayen
- 1673 Amtsverweser Heinrich Rudolf Stegemann
- 1720 Johann Günter Engelschall
- 1774 Johann Christoph Joseph